# Apocephalus kungae
Apocephalus kungae är en tvåvingeart som beskrevs av Brown 2000. Apocephalus kungae ingår i släktet Apocephalus och familjen puckelflugor.
Artens utbredningsområde är Colombia. Inga underarter finns listade i Catalogue of Life.